# Troncato
Troncato (in antichità siviso e spaccato) è un termine utilizzato in araldica per indicare una partizione orizzontale, in due parti uguali, dello scudo, o di pezze e figure, formando, così, due campi o porzioni: l'uno superiore e l'altro inferiore. Si descrive iniziando sempre dal superiore.

## Caratteristiche
Alcuni araldisti utilizzano il termine spaccato al posto di "troncato".
In Italia il troncato venne utilizzato, in molti casi, come distintivo dei ghibellini e si contrappone al partito che è lo scudo diviso per metà da una linea verticale passante per il centro, espressione, molto spesso, distintiva dei guelfi. 
In passato veniva utilizzato anche il termine balzana, soprattutto negli stemmi delle città italiane. La linea della partizione, retta in via ordinaria, può essere soggetta ad una qualunque delle tante variazioni delle linee di contorno: merlata, dentata, innestata, nebulosa, etc. 
In alcuni casi un troncato sormontato da un capo può essere scambiato per un interzato in fascia, almeno nel caso in cui il capo occupi un terzo dello scudo. In questo caso può essere di aiuto la presenza di figure che interessino solo le due fasce inferiori (come il leone dell'uno nell'altro nell'esempio presentato qui sotto), oppure la presenza nella fascia superiore di un capo noto.
Se uno dei due settori del troncato è partito si ottengono le partizioni semipartito troncato se si tratta del settore superiore o troncato semipartito se si tratta del settore inferiore.
Il termine troncato viene utilizzato anche per indicare delle pezze (tipicamente lo scaglione) con la sommità troncata.
È detto troncato in scaglione lo scudo diviso in forma di V rovesciata.

Troncato d'argento e di nero (stemma di Le Grand-Saconnex, Svizzera)
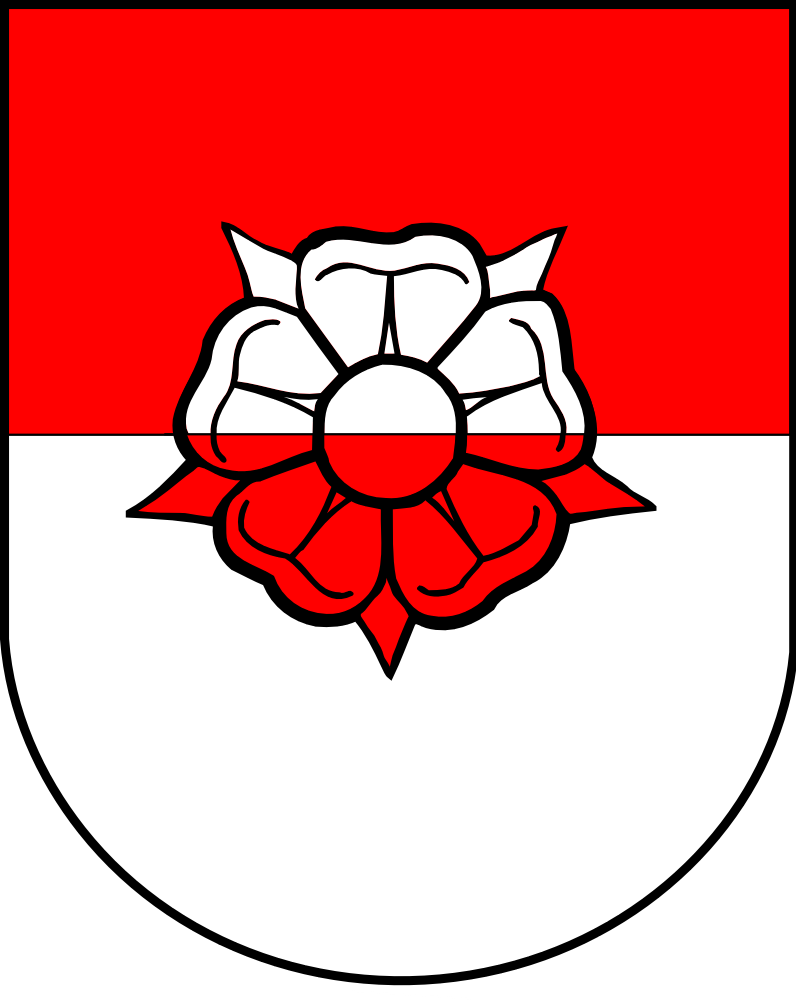
Troncato di rosso e d'argento (Fresens, Svizzera)
Troncato di rosso e di verde (Vandœuvres, Svizzera)
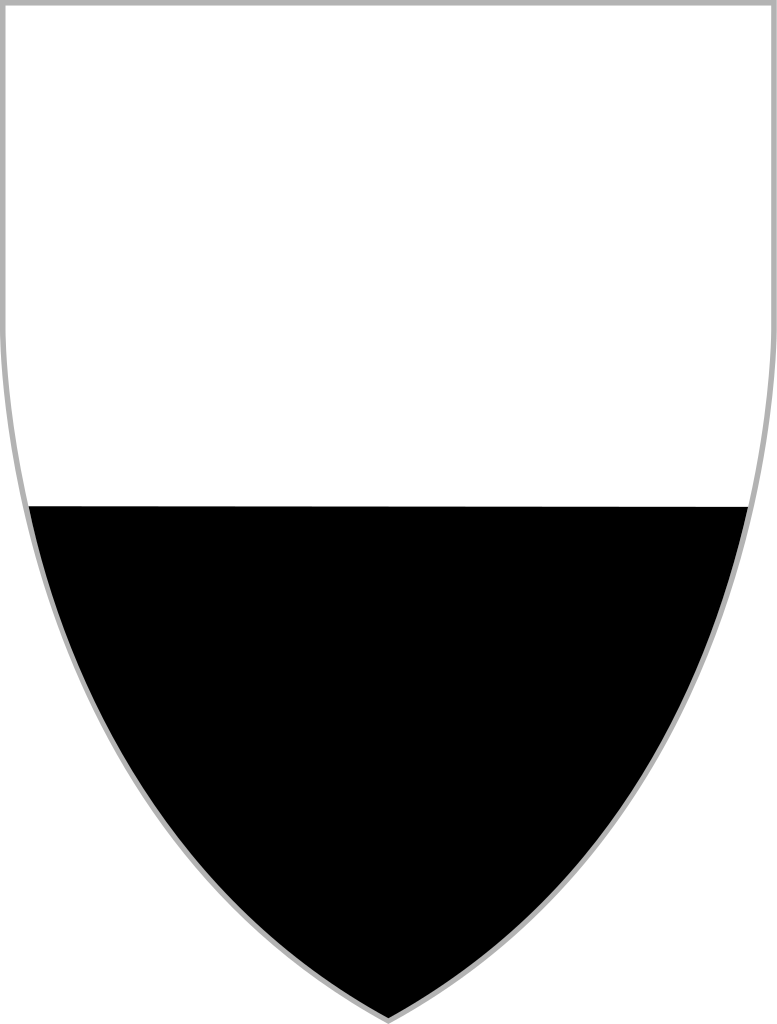
Balzana d'argento e di nero (stemma di Siena)
Troncato nebuloso d'azzurro e d'argento (Meisterschwanden, Svizzera)
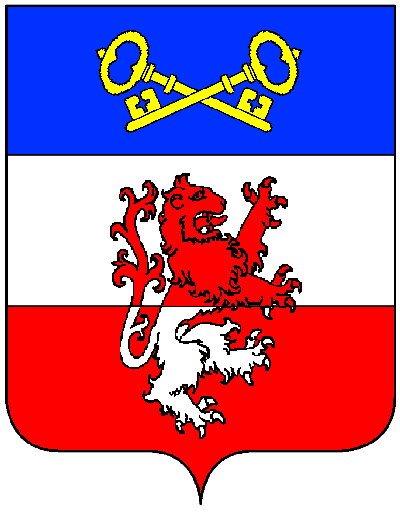
Troncato d'argento e di rosso; al capo d'azzurro (Ora)
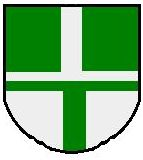
Troncato di verde e d'argento, alla croce dell'uno all'altro
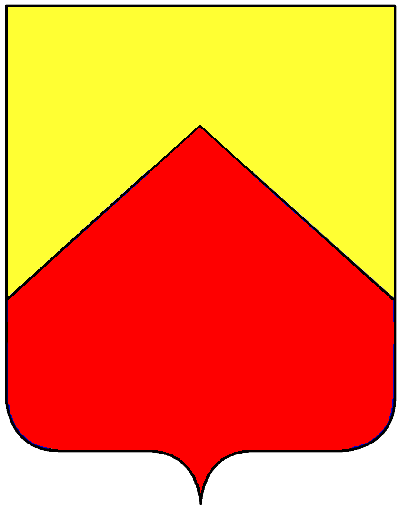
Troncato in scaglione d'oro e di rosso
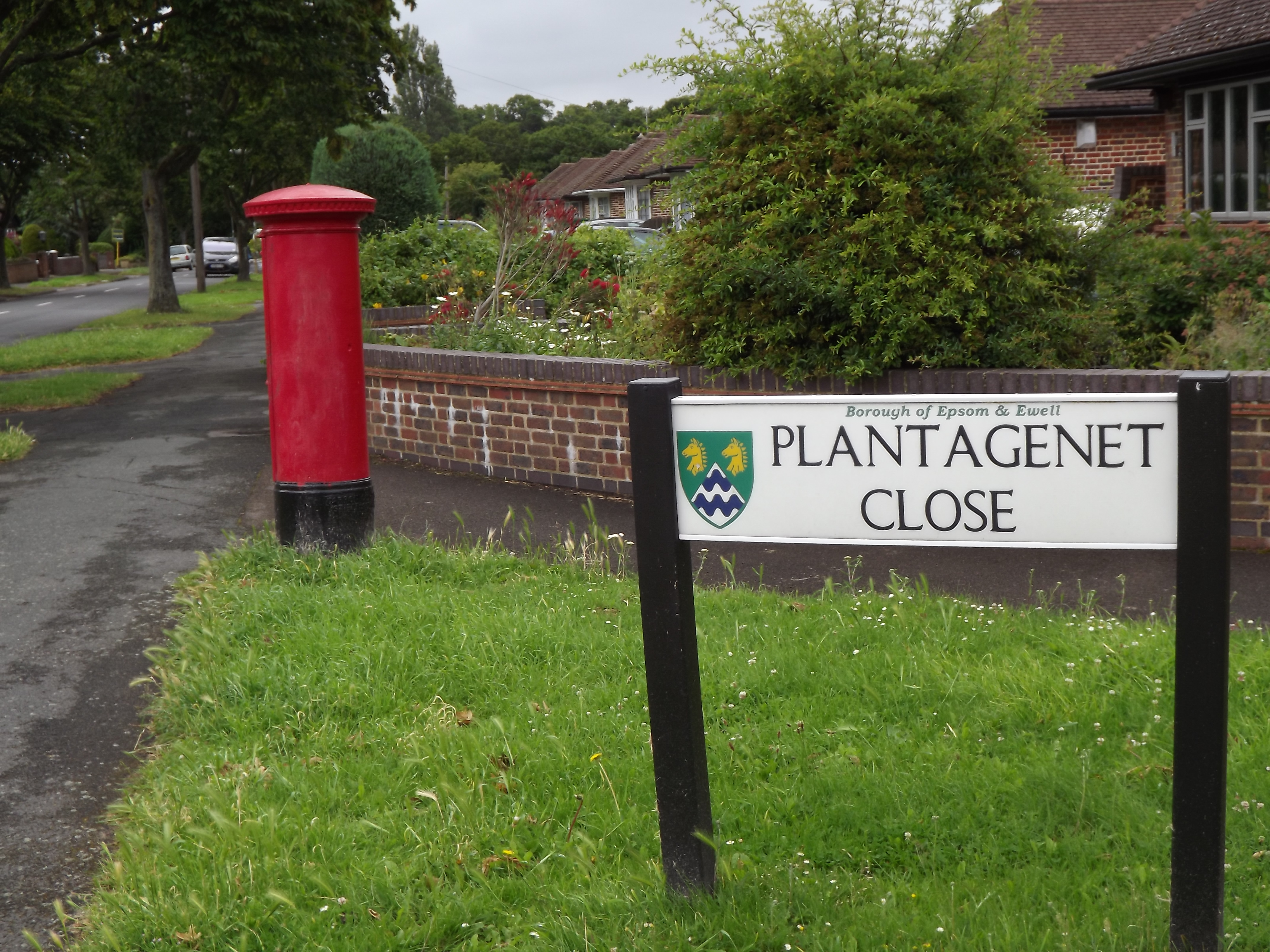
Troncato in scaglione di verde e d'argento (stemma d'Epsom and Ewell, Inghilterra, mostrata su un targa stradale)